# Peter Agostini
Pour les articles homonymes, voir Agostini.
Peter Agostini, né le 13 février 1913 à New York et mort le 27 mars 1993 dans la même ville, est un sculpteur américain.

## Biographie
Peter Agostini naît en 1913 à New York. Il étudie à l'école Léonard de Vinci à New York.
Il travaille le plâtre, coulé dans des tissus et du caoutchouc.
Il participe à des expositions collectives internationales telles que la Biennale de São Paulo en 1963. Après 1960, il tient de nombreuses expositions personnelles à New York et quelques-unes à Chicago.
Il meurt le 27 mars 1993 chez lui à Manhattan.